# بان سي جونج
كيم سي جونج ، المعروفة بإسمها الفني بان سي جونج (بالكورية: 반세정)‏ هي ممثلة كورية جنوبية. ولدت يوم 7 أبريل 1986 في بوسان في كوريا الجنوبية. اشتهرت بدورها كجانغ سي ريونج في مسلسل الحب على سطح.